# Dwight Anderson
Dwight Anthony Anderson (Dayton, 28 dicembre 1960 – Dayton, 5 settembre 2020) è stato un cestista statunitense, professionista nella NBA.

## Carriera
Venne selezionato dai Washington Bullets al secondo giro del Draft NBA 1982 (41ª scelta assoluta).

## Palmarès
- McDonald's All-American Game (1978)
- Miglior marcatore CBA (1985)